# LIMDEP & NLOGIT
LIMDEP é um programa de Econometria que funciona em Windows, Linux e Unix. O autor é William H Greene, professor da Universidade de New York. A primeira versão foi desenvolvida para implementar o algoritmo EM, para o modelo Tobit, de Ray Fair 1977. Por isso o nome de LIM(ited) DEP(endent) variable modeling ou modelos com variável dependente limitada. A versão mais atual do Limdep é a 9.
O Limdep pode realizar tarefas simples como calcular média, desvio padrão, testes de hipótese, intervalos de confiança, mas é especialmente utilizado para análises mais complexas como regressão linear múltipla, regressão não-linear, modelos de escolha discreta e truncada como regressão logística, regressão probit, probit classificada, modelos de seleção de amostra (sample selection), modelos de fronteira estocástica, modelos multinomiais logístico e probit, etc. Ele é especialmente recomendado para tarefas de Econometria, utilizando dados cross-section, dados em painel e estimação de séries temporais como modelos ARIMA, ARMAX, GARCH, etc.
O NLOGIT foi criado como uma extensão do Limdep, especializado para análises de modelos de escolha discreta, modelos multinomiais logístico e probit. A partir de 2002 pode ser adquirido separadamente, ele incorpora todas as funcionalidades do Limdep. A versão atual do Nlogit é a 4. Na página do autor pode-se encontrar diversos materiais de exemplo, códigos de programação e a versão utilizada por estudantes.
Limdep e Nlogit podem importar diretamente dados do Excel, SPSS, e outros formatos, mas é recomendável utilizar o programa STAT/TRANSFER para exportar os arquivos de um formato para outros (1-2-3, Access (Windows), ASCII - Delimited ASCII- Fixed Format, dBASE, Epi Info, Excel, FoxPro, Gauss, HTML Tables, JMP, LIMDEP, Matlab, Mineset, Minitab, NLOGIT, Paradox, Quattro Pro, R, SAS, S-PLUS, SPSS, Stata, Statistica (Windows), SYSTAT, e outros).